# Canton d'Angers-Est
Le canton d'Angers-Est est une ancienne division administrative française située dans le département de Maine-et-Loire et la région Pays de la Loire.
Il disparait aux élections cantonales de mars 2015, réorganisées par le redécoupage cantonal de 2014.

## Composition
Le canton d'Angers-Est se compose d’une fraction de la commune d'Angers et de deux autres communes. Il compte 28 592 habitants (population municipale) au 1er janvier 2012.
| Nom                      | Code Insee | Intercommunalité          | Population (dernière pop. légale)                |
| ------------------------ | ---------- | ------------------------- | ------------------------------------------------ |
| Angers (chef-lieu)       | 49007      | CU Angers Loire Métropole | Fraction : 17 460(2012) Commune : 151 056 (2014) |
| Le Plessis-Grammoire     | 49241      | CU Angers Loire Métropole | 2 328 (2014)                                     |
| Saint-Barthélemy-d'Anjou | 49267      | CU Angers Loire Métropole | 9 318 (2014)                                     |

L'agglomération angevine se composait en 2014 de huit cantons : Angers-Centre, Angers-Est, Angers-Nord, Angers-Nord-Est, Angers-Nord-Ouest, Angers-Ouest, Angers-Sud et Angers-Trélazé.
L'ensemble de ces cantons comprenait les communes d'Andard, Angers, Avrillé, Beaucouzé, Bouchemaine, Brain-sur-l'Authion, Cantenay-Épinard, Écouflant, La Meignanne, La Membrolle-sur-Longuenée, Montreuil-Juigné, Pellouailles-les-Vignes, Le Plessis-Grammoire, Le Plessis-Macé, Saint-Barthélemy-d'Anjou, Saint-Lambert-la-Potherie, Saint-Sylvain-d'Anjou, Sarrigné, Trélazé, Villevêque.

## Géographie
Situé dans le centre du département, ce canton est organisé autour d'Angers dans l'arrondissement d'Angers. Sa superficie, est de moins de 66 km2, et son altitude varie de 12 mètres (Angers) à 64 mètres (Angers).
| Nom de la commune        | Surface (ha) | Alt. mini (m) | Alt. maxi (m) |
| ------------------------ | ------------ | ------------- | ------------- |
| Angers                   | 4 270        | 12            | 64            |
| Le Plessis-Grammoire     | 914          | 25            | 42            |
| Saint-Barthélemy-d'Anjou | 1 458        | 22            | 49            |

## Histoire
Le canton d'Angers (chef-lieu) est créé en 1790. Initialement constitué en canton unique, il est éclaté en trois cantons en 1800 : Angers-Nord-Ouest (Angers-Ouest en 1964), Angers-Sud-Est (Angers-Sud en 1964) et Angers-Nord-Est. À sa création le canton d'Angers est rattaché au district d'Angers, puis en 1800 à l'arrondissement d'Angers.
En 1964 se rajoute un canton, pour en former au total quatre : Angers-Ouest, Angers-Sud, Angers-Nord, et Angers-Est (Angers-2 en 1973).

Puis en 1973, le redécoupage forma sept cantons, numérotés de 1 à 7 : Angers-1, Angers-2, Angers-3, Angers-4, Angers-5, Angers-6 et Angers-7.
C'est en 1982 que s'opère le dernier découpage : Angers-1 (1985, Angers-Nord-Est), Angers-2 (1985, Angers-Est), Angers-3 (1985, Angers-Sud), Angers-4 (1985, Angers-Centre), Angers-5 (1985, Angers-Trélazé), Angers-6 (1985, Angers-Ouest), Angers-7 (1985, Angers-Nord), Angers-8 (1985, Angers-Nord-Ouest).
Le canton d'Angers-Est date de 1982 sous la dénomination d'« Angers II », avec une partie du territoire d'Angers, et la totalité des communes du Plessis-Grammoire et de Saint-Barthélemy-d'Anjou. Il prit le nom d'Angers-Est en 1985.
Dans le cadre de la réforme territoriale, un nouveau découpage territorial pour le département de Maine-et-Loire est défini par le décret du 26 février 2014. Le canton d'Angers-Est disparait aux élections cantonales de mars 2015.

## Administration
Le canton d'Angers-Est est la circonscription électorale servant à l'élection des conseillers généraux, membres du conseil général de Maine-et-Loire. Il est rattaché à la première circonscription de Maine-et-Loire.
| Période | Période          | Identité             | Étiquette   | Qualité                                                         |
| ------- | ---------------- | -------------------- | ----------- | --------------------------------------------------------------- |
| 1985    | 1988             | Jean Monnier         | PS puis dvg | Ébéniste puis responsable syndical Maire d'Angers (1977-1998)   |
| 1988    | 1998 (démission) | Jean-Claude Antonini | PS          | Médecin Maire d'Angers (1998-2012)                              |
| 1998    | 2015             | Gérard Pilet         | PS          | Électromécanicien Maire de Saint-Barthélemy-d'Anjou (2001-2006) |

### Résultats électoraux détaillés
- Élections cantonales de 2001 : Gérard Pilet (Divers gauche) est élu au 2e tour avec 59,08 % des suffrages exprimés, devant Daniel Houlle (UDF) (40,92 %). Le taux de participation est de 55,90 % (10 658 votants sur 19 066 inscrits)[7].
- Élections cantonales de 2008 : Gérard Pilet (PS) est élu au 2e tour avec 56,87 % des suffrages exprimés, devant Jean-Yves  Fraboulet (Divers droite) (43,13 %). Le taux de participation est de 53,45 % (10 418 votants sur 19 492 inscrits)[8].

## Démographie
| 1990   | 1999   | 2006   | 2011   | 2012   |
| ------ | ------ | ------ | ------ | ------ |
| 28 495 | 29 239 | 28 850 | 28 055 | 28 592 |